# Edward F. Cline
Pour les articles homonymes, voir Cline.
Edward Francis Cline, né le 4 novembre 1891 à Kenosha, dans le Wisconsin, et mort le 22 mai 1961 à Hollywood, en Californie, est un réalisateur, scénariste et acteur américain.

## Filmographie

### Comme scénariste
- 1920 : La Maison démontable (One Week)
- 1920 : Malec champion de golf (Convict 13)
- 1920 : L'Épouvantail (The Scarecrow)
- 1920 : La Voisine de Malec (Neighbors)
- 1921 : Malec chez les fantômes (The Haunted House)
- 1921 : La Guigne de Malec (Hard Luck)
- 1921 : Malec champion de tir (The 'High Sign')
- 1921 : Frigo fregoli (The Playhouse)
- 1921 : Frigo capitaine au long cours (The Boat)
- 1922 : Frigo déménageur (Cops)
- 1922 : Le Neuvième Mari d'Eléonore (My Wife's Relations)
- 1922 : Frigo l'esquimau (The Frozen North)
- 1922 : Frigo à l'Electric Hotel (The Electric House)
- 1922 : Grandeur et décadence (Daydreams)
- 1923 : Malec aéronaute (The Balloonatic)
- 1923 : L'Enfant du cirque (Circus Days)
- 1924 : Galloping Bungalows
- 1925 : Hotsy-Totsy
- 1926 : A Harem Knight
- 1947 : Jiggs and Maggie in Society
- 1948 : Jiggs and Maggie in Court (en)
- 1949 : Jiggs and Maggie in Jackpot Jitters (en)

### Comme réalisateur
- 1916 : Better Late Than Never
- 1916 : Le Restaurant modèle (His Bread and Butter)
- 1916 : Plaisirs d'été (Sunshine)
- 1916 : Bubbles of Trouble
- 1916 : Un fameux béguin (Her First Beau)
- 1916 : The Winning Punch
- 1916 : Vermicel boxeur (His Busted Trust)
- 1917 : Villa of the Movies
- 1917 : Médor et Vermicel (A Dog Catcher's Love)
- 1917 : Casimir est sans pitié (The Pawnbroker's Heart)
- 1917 : Erreur de chambre (A Bedroom Blunder) (coréalisation de Hampton Del Ruth)
- 1917 : That Night
- 1918 : Philomène fille de salle (The Kitchen Lady)
- 1918 : His Hidden Purpose
- 1918 : Those Athletic Girls
- 1918 : His Smothered Love
- 1918 : Her Screen Idol
- 1918 : À la plage (The Summer Girls)
- 1918 : Petipont, Fricotin, Coco et compagnie (Whose Little Wife Are You?)
- 1918 : Cache et cache détectives (Hide and Seek, Detectives)
- 1918 : Whose Little Girl Are You?
- 1919 : Ohé ! Cupidon (Cupid's Day Off)
- 1919 : Un père dénaturé (East Lynne with Variations)
- 1919 : Quand l’amour est aveugle (When Love Is Blind)
- 1919 : Dites-le avec des fleurs (it) (Hearts and Flowers)
- 1919 : La Cause de l'oncle Tom (Uncle Tom Without a Cabin)
- 1919 : A Schoolhouse Scandal
- 1920 : Sheriff Nell's Comeback
- 1920 : Training for Husbands
- 1920 : Monkey Business (it)
- 1920 : Ten Nights Without a Barroom
- 1920 : Mary's Little Lobster
- 1920 : La Maison démontable (One Week)
- 1920 : Malec champion de golf (Convict 13)
- 1920 : L'Épouvantail (The Scarecrow)
- 1920 : La Voisine de Malec (Neighbors)
- 1921 : Malec chez les fantômes (The Haunted House)
- 1921 : La Guigne de Malec (Hard Luck)
- 1921 : Malec champion de tir (The 'High Sign')
- 1921 : His Meal Ticket
- 1921 : The Singer Midget's Scandal
- 1921 : The Golfer
- 1921 : Frigo fregoli (The Playhouse)
- 1921 : The Singer Midget's Side Show
- 1921 : Frigo capitaine au long cours (The Boat)
- 1922 : Malec chez les Indiens (The Paleface)
- 1922 : Frigo déménageur (Cops)
- 1922 : Le Neuvième Mari d'Eléonore (My Wife's Relations)
- 1922 : Frigo l'esquimau (The Frozen North)
- 1922 : Frigo à l'Electric Hotel (The Electric House)
- 1922 : Grandeur et Décadence (Daydreams)
- 1923 : Malec aéronaute (The Balloonatic)
- 1923 : Frigo et la Baleine (The Love Nest)
- 1923 : Les Trois Âges (Three Ages)
- 1923 : L'Enfant du cirque (Circus Days)
- 1923 : The Meanest Man in the World
- 1924 : When a Man's a Man
- 1924 : Good Bad Boy
- 1924 : Captain January
- 1924 : Le Petit Robinson Crusoë (Little Robinson Crusoe)
- 1924 : Galloping Bungalows
- 1924 : Une femme d'affaires (Along Came Ruth)
- 1924 : Off His Trolly
- 1925 : Bashful Jim
- 1925 : The Plumber
- 1925 : The Beloved Bozo
- 1925 : The Rag Man
- 1925 : Tee for Two
- 1925 : Cold Turkey
- 1925 : Love and Kisses
- 1925 : Dangerous Curves Behind
- 1925 : Vieux Habits, Vieux Amis (Old Clothes)
- 1925 : Hotsy-Totsy
- 1926 : The Gosh-Darn Mortgage
- 1926 : Gooseland
- 1926 : Spanking Breezes
- 1926 : A Love Sundae
- 1926 : Smith's Vacation
- 1926 : The Ghost of Folly
- 1926 : Puppy Lovetime
- 1926 : Smith's Baby
- 1926 : Alice Be Good
- 1926 : When a Man's a Prince
- 1926 : Her Actor Friend
- 1926 : Smith's Landlord
- 1926 : Should Husbands Marry?
- 1926 : A Harem Knight
- 1926 : Hesitating Horses
- 1926 : A Blonde's Revenge
- 1926 : Kitty from Killarney
- 1926 : Flirty Four-Flushers
- 1927 : Quelle averse ! (Let It Rain)
- 1927 : Peaches and Plumbers
- 1927 : The Jolly Jilter
- 1927 : A Small Town Princess
- 1927 : Soft Cushions
- 1927 : The Bull Fighter
- 1927 : The Girl from Everywhere
- 1927 : Broke in China
- 1928 : Man Crazy
- 1928 : Love at First Flight
- 1928 : Ladies' Night in a Turkish Bath
- 1928 : Vamping Venus
- 1928 : The Head Man
- 1928 : The Crash
- 1929 : Broadway Fever
- 1929 : Un jour de veine (His Lucky Day)
- 1929 : The Forward Pass
- 1930 : In the Next Room
- 1930 : Sweet Mama
- 1930 : Présentez armes (Leathernecking)
- 1930 : Take Your Medicine
- 1930 : Don't Bite Your Dentist
- 1930 : The Widow from Chicago
- 1930 : Hook, Line and Sinker
- 1931 : No, No, Lady
- 1931 : The Naughty Flirt
- 1931 : Cracked Nuts
- 1931 : In Conference
- 1931 : The Girl Habit
- 1932 : Shopping with Wifie
- 1932 : Folies olympiques (Million Dollar Legs)
- 1933 : Parole Girl
- 1933 : So This Is Africa
- 1933 : Uncle Jake
- 1934 : Morocco Nights
- 1934 : Business Is a Pleasure
- 1934 : Fighting to Live
- 1934 : Mon gosse (Peck's Bad Boy)
- 1934 : Un rude cow-boy (The Dude Ranger)
- 1935 : When a Man's a Man
- 1935 :  The Cowboy Millionaire
- 1935 : It's a Great Life
- 1936 : Love in September
- 1936 : F-Man
- 1937 : On Again-Off Again
- 1937 : Forty Naughty Girls
- 1937 : Vol de zozos (High Flyers)
- 1938 : Hawaii Calls
- 1938 : Gangster d'occasion (Go Chase Yourself)
- 1938 : Sérénade sur la glace (Breaking the Ice)
- 1938 : Circus Kid (Peck's Bad Boy with the Circus)
- 1939 : Le Cirque en folie (ou Sans peur et sans reproche) (non crédité)
- 1940 : Mon petit poussin chéri (My Little Chickadee)
- 1940 : Boire et Déboires (The Villain Still Pursued Her)
- 1940 : Mines de rien
- 1941 : Meet the Chump
- 1941 : Hello, Sucker
- 1941 : Cracked Nuts
- 1941 : Passez muscade (Never Give a Sucker an Even Break)
- 1942 : Private Snuffy Smith
- 1942 : What's Cookin'?
- 1942 : Private Buckaroo
- 1942 : Give Out, Sisters
- 1942 : Behind the Eight Ball
- 1943 : He's My Guy
- 1943 : Symphonie loufoque (Crazy House)
- 1943 : Swingtime Johnny
- 1944 : Hat Check Honey
- 1944 : Slightly Terrific
- 1944 : Chasseurs de fantômes (Ghost Catchers)
- 1944 : Moonlight and Cactus (en)
- 1944 : Night Club Girl
- 1945 : Voyez mon avocat (See My Lawyer)
- 1945 : Penthouse Rhythm
- 1946 : La Famille Illico
- 1947 : Jiggs and Maggie in Society
- 1948 : Jiggs and Maggie in Court

### Comme acteur
- 1914 : Charlot et Fatty dans le ring (The Knockout) de Charles Avery : Policeman
- 1914 : Charlot et Fatty font la bombe (The Rounders) : Hotel Guest in Lobby
- 1914 : Shot in the Excitement
- 1914 : The Noise of Bombs
- 1915 : L'Escapade de Julot (Gussle's day of rest) de F. Richard Jones
- 1915 : Peanuts and Bullets
- 1915 : Ambrose's Sour Grapes : Man In Park
- 1916 : His Auto Ruination
- 1917 : A Dog Catcher's Love
- 1917 : Erreur de chambre (A Bedroom Blunder) de lui-même et Hampton Del Ruth : le messager
- 1920 : Malec champion de golf (Convict 13) : Hangman
- 1920 : L'Épouvantail (The Scarecrow) : Hit-and-Run Truck Driver
- 1920 : La Voisine de Malec ou (Voisin voisine) (Neighbors) : The Cop
- 1921 : Malec chez les fantômes (The Haunted House) : Customer in Bank
- 1921 : His Meal Ticket
- 1921 : Malec l'insaisissable (The Goat) : Cop by telephone pole
- 1921 : Frigo fregoli (The Playhouse) : Orangutan trainer
- 1921 : Frigo capitaine au long cours (The Boat) : SOS Receiver
- 1922 : Frigo déménageur (Cops) : Hobo
- 1922 : Frigo l'esquimau (The Frozen North) : The Janitor

### Comme producteur
- 1936 : Murder with Pictures